# Lacropte
Lacropte är en kommun i departementet Dordogne i regionen Nouvelle-Aquitaine i sydvästra Frankrike. Kommunen ligger i kantonen Vergt som tillhör arrondissementet Périgueux. År 2022 hade Lacropte 691 invånare.

## Befolkningsutveckling
Antalet invånare i kommunen Lacropte
Referens:INSEE